# Trachylophus rugicollis
Trachylophus rugicollis är en skalbaggsart som beskrevs av J. Linsley Gressitt 1948. Trachylophus rugicollis ingår i släktet Trachylophus och familjen långhorningar. Inga underarter finns listade i Catalogue of Life.